# 凌辱人妻温泉
『凌辱人妻温泉』（りょうじょくひとづまおんせん）とは、2004年6月25日にSTRIKESから発売されたアダルトゲーム。また、それを原作としたミルキーレーベルのOVA。
　

## OVA版第一巻
とある旅館。ある人妻が一人の男に襲われているところから始まる。
男の名は勇次。そして人妻の名は遼子。
勇次は従姉妹のあずさに頼まれて、旅館でバイトをしていた。
賃金が安く、働き甲斐も見いだせなかったが、たまたま来客した三人の人妻に魅力を感じて、犯すことを決意。
そして旦那の存在をちらつかせながら遼子との営みを扉の隙間から見ている女性がいた。
その女性があずさである。あずさも既に勇次に犯されて懐柔させられており、自分も参入して遼子にキスをして胸を揉み、そして勇次の挿入の手助けをした、そしてあずさの愛撫もあり、遼子は絶頂を迎えた。
仕事に戻った勇次は沙織と少し会話をして、次のターゲットを沙織と決めた。
あずさから新しく入った仲居、住吉若菜を紹介された勇次は若菜もターゲットに定めて、布団部屋に連れ込んで、緊張して弱気になっている若菜の着物の中に手を入れて胸をまさぐり、陰部もまさぐった。
若菜は驚き、あずさに助けを求めるが、懐柔されているあずさは何もせず、若菜は絶望、そしてあまりの初々しさに勇次から「処女なの？」と聞かれ黙るものの、乳首を強くいじられた怖さで肯定してしまう。
勇次は「今回は犯さないであげる」と答え、若菜も感謝をしたが、その次の言葉の「その代わり口でやってもらおうかな」という言葉に絶句、そして胸の部分を広げられ揺れながら生乳を露出させられてしまう。
勇次は経験のない若菜のために、まずはあずさにフェラをさせてみて覚えさせようとする。
勇次の、そして初めて見た男のペニスに若菜は驚愕するが、それとはお構いなしにフェラをするあずさ。
恍惚に満ちた顔で語るあずさに若菜はドキドキするしかなかった。
そしてとうとう若菜の番がくる、途中で咽てしまうが、勇次はすぐにしゃぶらせ再開させる。
あずさも途中で入り、二人でフェラをしてもらった勇次は射精をして若菜にぶちまける。
若菜は泣いて、あずさの胸元で泣くしかなかった。
座布団運びをしていた勇次は、ゆきから沙織が一人で銭湯にいることを知らされ、さっそく行動に移そうとした。
沙織が湯に入っていた折に、若菜もバスタオルを巻いて温泉に来た。
話をして仲良くなった若菜は沙織の背中を洗おうとしたが、背後からなぜか両胸を揉まれる。おかしいと思い、後ろを見ると、そこにいたのは勇次であった。
沙織は柱に縛られてしまい、勇次はサービスと称して、沙織を凌辱しようとするが、その前に若菜に前戯を頼み、両胸を揉ませる。
沙織の陰部を触った勇次は濡れているのを指摘して辱める。そして母乳が出た沙織の胸をしゃぶらせるように若菜に命令して若菜は指示通り、沙織の胸に吸い付く。
頃合いを見計らい、若菜に変わらず乳首を吸わせるなどをして沙織に挿入をする。
沙織の胸から噴き出た母乳をシャワーのように浴びた若菜はバスタオルを外して全身に浴びせる。
気持ちよさに気を失った沙織を若菜に任せて勇次は湯を後にした。

## 登場人物
勇次
声 - 卯月一弓
主人公。旅館のアルバイト。
あずさ
声 - 春日アン
勇次の従姉妹。未亡人。
水瀬遼子
声 - カンザキカナリ
麻生ゆき
声 - 逢川奈々
富田沙織
声 - 神崎ちひろ
住吉若菜
声 - みる
アニメオリジナルキャラクター。勇次とあずさの遠縁であり、仲居として働くことになった。長髪の眼鏡をかけた美人でありスタイルの良い巨乳。当初は勇次に強引に責められたが、それ以来は性に対する抵抗は全くなくなり、奔放な一面を見せるようになり自分から勇次を求めるようになった。
鬼平
声 - 谷俊介

## 外部サイト
- 凌辱人妻温泉（公式サイト）

| スタブアイコン | サブスタブ | この項目は、まだ閲覧者の調べものの参照としては役立たない、アダルトゲームに関連した書きかけの項目です。この項目を加筆・訂正などしてくださる協力者を求めています（P:コンピュータゲーム/PJ:美少女ゲーム系/P:性/PJ:性）。 |